# أرنبيورن هانسين

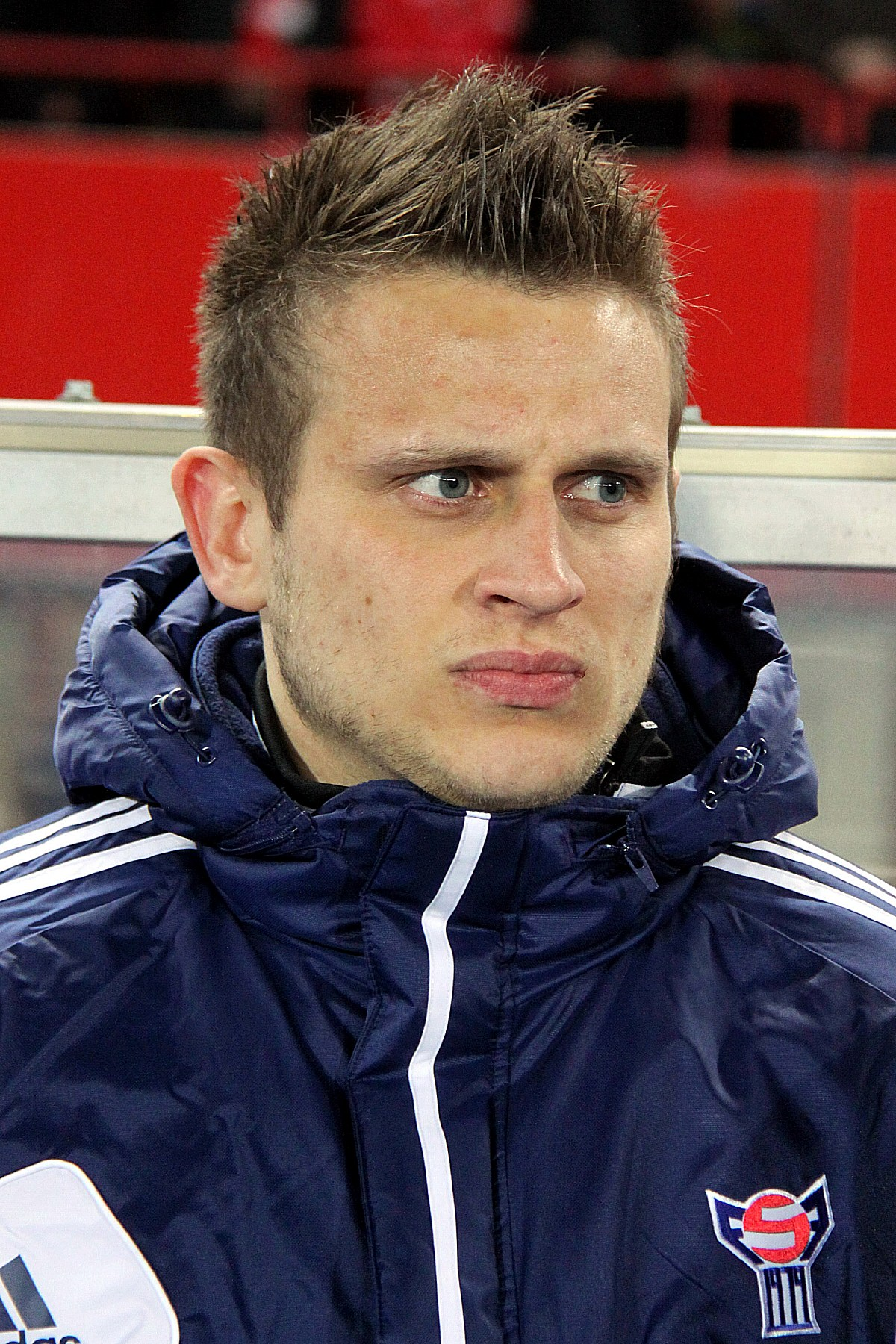

أرنبيورن هانسين (بالإنجليزية: Arnbjørn Theodor Hansen) (مواليد 27 فبراير 1986 في إيوي) لاعب كرة قدم فاروي دولي يجيد اللعب في خط الهجوم. يلعب حاليا لصالح نادي أي بي ستريمور الفاروي منذ 2004.